# Nước xốt cà chua
Nước xốt cà chua (ketchup) là loại nước xốt để bàn.  Mặc dù công thức ban đầu sử dụng lòng trắng trứng, nấm, hàu, nho, sò, hoặc quả óc chó, gồm một số các thành phần khác, công thức hiện đại không thay đổi đề cập đến tomato ketchup tại Mỹ.

## Thành phần
Những thành phần cơ bản trong nước sốt cà chua là: cà chua, giấm, đường, muối, hạt tiêu, đinh hương, có thể cho thêm quế (với vị của Hoa Kỳ nhưng không phổ biến ở châu Âu); hành tây, cần tây (theo khẩu vị của vùng Địa Trung Hải) và một số gia vị khác (chẳng hạn oregano, basil). 
Với những người sành ăn, nước sốt phải được sản xuất từ một loại cà chua đặc biệt, loại Solanum pennellii (syn. Lycopersicon pennellii), đó là một loại cà chua ngọt. Nhưng về cơ bản, đa phần người ta dùng cà chua thường (Lycopersicum esculentum) thêm đường để sản xuất ketchup.
Không phải luôn luôn nước sốt được tạo ra từ cà chua. Ban đầu nó dùng để chỉ "nước xốt", điển hình làm từ nấm hay nước mắm cùng với thảo dược và nhiều gia vị khác. Một vài thành phần chính được bổ sung: cá trồng, dầu ăn, tôm hùm, đậu ngắn, dưa chuột, nam việt quất, chanh, nho...

## Phân loại

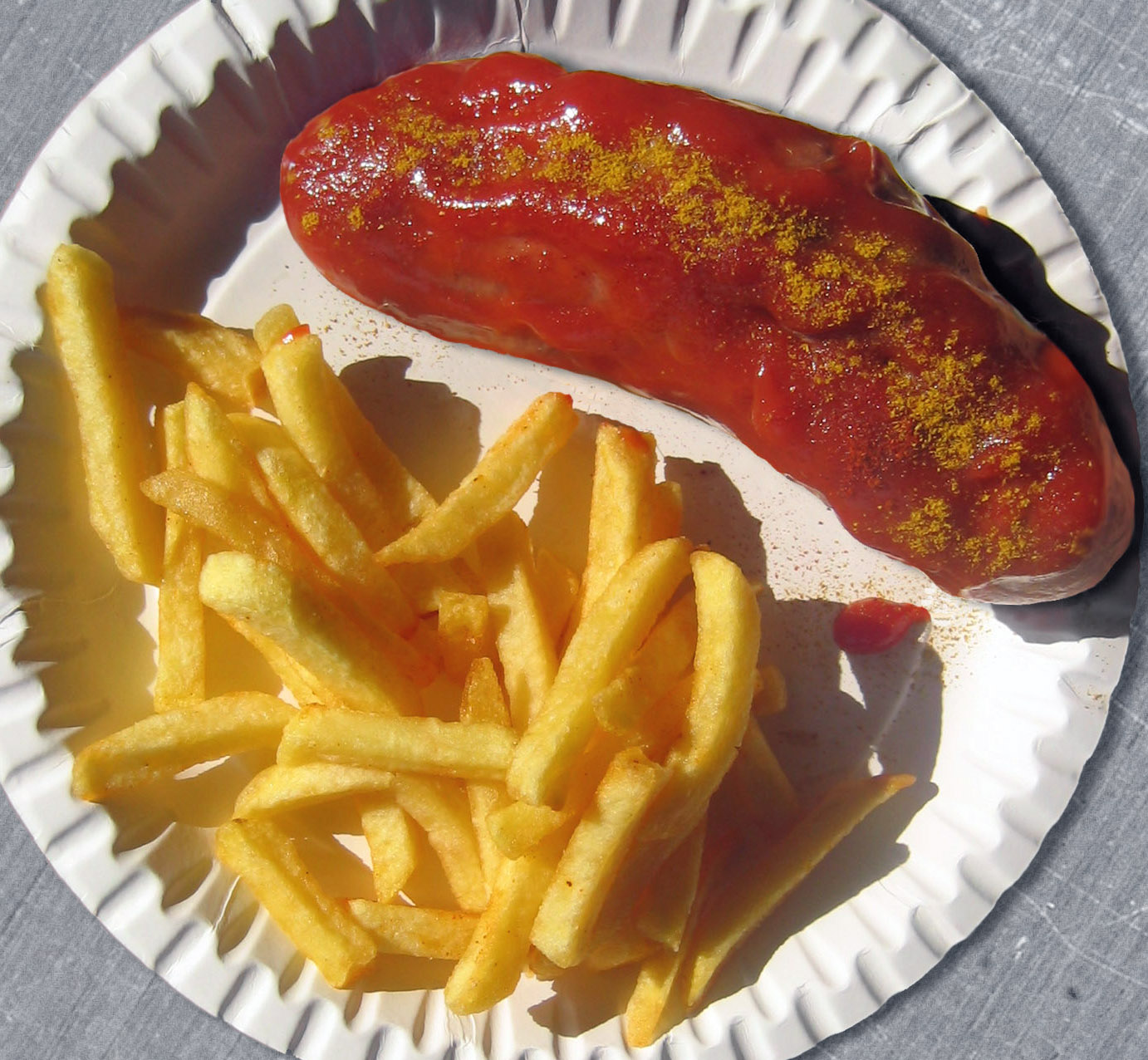
Currywurst với ketchup và khoai tây chiên

Ở châu Âu và Mỹ có ba loại chính:

### Ketchup cà chua
Ketchup căn bản, sản phẩm chính là cà chua, thêm vào đường, giấm, muối, hành, tỏi và gia vị. Nó chiếm 70% thị trường ketchup ở Đức.

### Ketchup gia vị
Ketchup căn bản thêm với những rau quả như dưa leo, ớt tây, ớt ta và các gia vị khác để thành các loại ketchup như ketchup barbecue cho các món thịt nướng, ketchup steak cho beef steak, hay ketchup cay (Hot Chili Sauce).

### Ketchup cà ri
Ketchup căn bản thêm gia vị cà ri, thường cay hơn ketchup căn bản. Nó chiếm 20% thị trường ketchup ở Đức.

## Ngành công nghiệp
Hai công ty có công đầu trong việc thịnh hành và kinh doanh ketchup ở Mỹ là H. J. Heinz Company (với hiệu là Heinz) và ConAgra Foods (với hiệu là Hunt's).
Ngoài ra  cũng có rất nhiều nhãn hiệu khác, và tất nhiên ketchup thượng hạng vẫn là những sản phẩm thủ công, với những quả cà chua chín mọng vừa được thu hoạch, và người ta thêm nếm một ít đường, một it muối và những gia vị hợp lý (hành tây, tiêu, dấm), sau đó là xay nhuyễn và cô đặc cùng với lửa nhỏ.